# Ponory
Ponory (ukr. Понори) – wieś na Ukrainie, w obwodzie czernihowskim, w rejonie pryłuckim, w hromadzie Tałałajiwka. W 2001 liczyła 421 mieszkańców, spośród których 418 wskazało jako ojczysty język ukraiński, a 3 rosyjski.